# Історія Болгарії (Блазіус Кляйнер)
"Історія Болгарії" Блазіуса Кляйнера - це історія країни, що передує і самостійно написана "Слов'яно-болгарською історією" Паїсія Гілендарського. Твір, мабуть, був замовлений іммігрантами з Чипровця в Трансільванії і містить передмову та п’ять глав. Це відомо із стенограми, яка зараз зберігається в архіві францисканців у Будапешті. Переклад болгарською мовою був опублікований у 1977 р. Під редакцією Дуйчева та Тельбізова.
Автором цієї праці з історії болгар від раннього середньовіччя до падіння Константинополя є монах- францисканець Блазіус Кляйнер. Про життя та діяльність Кляйнера відомо недостатньо. Вважається, що він походив з німецькомовного населення Трансільванії - с. народився Сассі. Кляйнер, мабуть, походив і працював у місті Альвінц, сьогодні Вінцуль де Жос, Румунія.

## Причини
Як зазначає сам автор:
Королівство Болгарія, яке колись було найбільш процвітаючим, ще не мало письменника, який залишав би нащадкам перипетії королівства та свого народу, відомого у світі.…

## Вступ
Найцікавішим є вступ до цієї першої в болгарській історіографії праці іноземця, повністю тематично присвяченої болгарській історії. У своєму вступі до історії болгар Клейнер стверджує, що
Іноземні письменники, серед них переважно греки, які часто відчували силу болгар, говорять про них мало, і лише випадково. Я думаю, що це головним чином тому, що цей надзвичайно войовничий народ, мало турбуючись про те, щоб писати, був більше схильний робити славні та гідні справи, ніж описувати їх..
Клейнер так вважає
іноземні та особливо латинські письменники, будучи далекими, мали обмежену інформацію про славні вчинки болгар, які заслуговують на згадування.
звинувачуючи греків,
які справді мали чудову інформацію про болгар, яку можна було залишити нащадкам, бо вони зазнали багато зла від болгар, їхня заздрість не дозволила їм сказати нічого похвального про цей народ.
Грецькі письменники за його словами
проти своєї волі вони розповідають про збитки, завдані їм, і, навпаки, сильно перебільшують і підносять свої перемоги, які часом здобували над болгарами. І якби болгарський народ не був настільки войовничим, щоб часто спричиняти надзвичайно великі труднощі грецьким [візантійським] імператорам, грецькі [візантійські] письменники навіть не згадували б про це, але як вони приховують вчинки інших народів, так і вчинки болгар..
Щодо написання історії болгар, Блазіус Кляйнер зізнається, що знайшов "трохи, розкидану там і там інформацію про болгар у різних авторів", а потім
Я вважав за необхідне їх обережно та у кращому порядку з’єднати, щоб з часом хтось інший, наділений більшим розумом, спонуканий меншим за теперішній запал, побажав би взятися за розпочату справу з ще невеликою роботою та іншим успіху і довести його до досконалості.

## Зміст
Історія Болгарії Блазіуса Кляйнера, на думку її автора, описує походження, звичаї, релігію болгарського народу та його вторгнення в Європу, а також Царство Болгарія з його головними містами та перелічує всі визначні події, пов'язані з політичною і церковне життя від приходу болгар до Болгарії до 1453 р від Христа, в якому Константинополь був завойований злим християнським ворогом - турком, а список усіх князів і царів Болгарії додали як корону понад усе.

## Значення
Праця Клейнера, хоч і не була опублікована і введена в науковий обіг лише наприкінці XIX століття болгарським францисканцем Євсевієм Ферменгіном, незалежно продемонструвала місце та значення болгар та болгарськості в очах сучасників освіченого абсолютизму під час народження т. народився сучасна історіографія.
«Історія Болгарії» Блазіуса Кляйнера та опублікована болгарською мовою в 1977 році від видавництва БАН. Латинський переклад стенограми, що зберігається в Будапешті, є роботою Кароля Тельбізова та Івана Дуйчева.

## Зовнішні посилання
- Історія Болгарії отцем Блазіусом Клейнером, складена в 1761 році [Архівовано 2 лютого 2017 у Wayback Machine.] Архів у трьох частинах славної провінції Болгарія [Архівовано 2 лютого 2017 у Wayback Machine.]
- "Історія Болгарії" Блазіуса Клейнера, складена в 1761 році [Архівовано 23 жовтня 2021 у Wayback Machine.]